# Theodore W. Hukriede
Theodore Waldemar Hukriede (ur. 9 listopada 1878 w pobliżu New Truxton, zm. 14 kwietnia 1945 w Warrenton) – amerykański polityk, członek Partii Republikańskiej.

## Działalność polityczna
W okresie od 4 marca 1921 do 3 marca 1923 przez jedną kadencję był przedstawicielem 9. okręgu wyborczego w stanie Missouri w Izbie Reprezentantów Stanów Zjednoczonych.